# Dobitschen
Dobitschen település Németországban, azon belül Türingiában. Lakosainak száma 415 fő (2023. december 31.). Dobitschen Schmölln és Göllnitz községekkel határos.

## Népesség
A település népességének változása:
| Lakosok száma | 471  | 447  | 430  | 419  | 415  |
|               | 2017 | 2019 | 2021 | 2022 | 2023 |